# Cedar Falls
Cedar Falls is een plaats (city) in de Amerikaanse staat Iowa en valt bestuurlijk gezien onder Black Hawk County.

## Demografie
Bij de volkstelling in 2000 werd het aantal inwoners vastgesteld op 36.145.
In 2006 is het aantal inwoners door het United States Census Bureau geschat op 36.940, een stijging van 795 (2,2%).

## Geboren
- Michael Mosley (1978), acteur

## Geografie
Volgens het United States Census Bureau beslaat de plaats een oppervlakte van
74,8 km², waarvan 73,3 km² land en 1,5 km² water. Cedar Falls ligt op ongeveer 280 m boven zeeniveau.

## Plaatsen in de nabije omgeving
De onderstaande figuur toont nabijgelegen plaatsen in een straal van 16 km rond Cedar Falls.